# Judo-Europameisterschaften 2013
Die Judo-Europameisterschaften 2013 fanden vom 25. bis zum 28. April in der Papp László Budapest Sportaréna im ungarischen Budapest statt.

## Ergebnisse

### Männer
| Gewichtsklasse | Gold                     | Silber               | Bronze                             |
| -------------- | ------------------------ | -------------------- | ---------------------------------- |
| - 60 kg        | Amiran Papinaschwili     | Ludovic Chammartin   | Artiom Arshansky Ashley McKenzie   |
| - 66 kg        | Lascha Schawdatuaschwili | Kamal Chan-Magomedow | Dimitri Dragin David Larose        |
| - 73 kg        | Rok Drakšič              | Nugzar Tatalashvili  | Pierre Duprat Zebeda Rekhviashvili |
| - 81 kg        | Awtandil Tschrikischwili | Tomislav Marijanović | Joachim Bottieau Loïc Pietri       |
| - 90 kg        | Kirill Denissow          | Warlam Liparteliani  | Karolis Bauža Kirill Woprossow     |
| - 100 kg       | Lukáš Krpálek            | Henk Grol            | Jevgeņijs Borodavko Cyrille Maret  |
| + 100 kg       | Teddy Riner              | Adam Okruaschwili    | Jean-Sebastien Bonvoisin Barna Bor |
| Team           | Georgien                 | Russland             | Deutschland Ukraine                |

### Frauen
| Gewichtsklasse | Gold                | Silber                 | Bronze                                |
| -------------- | ------------------- | ---------------------- | ------------------------------------- |
| - 48 kg        | Éva Csernoviczki    | Charline Van Snick     | Laëtitia Payet Ebru Sahin             |
| - 52 kg        | Natalja Kusjutina   | Andreea Stefania Chitu | Laura Gómez Ropiñón Majlinda Kelmendi |
| - 57 kg        | Automne Pavia       | Sabrina Filzmoser      | Telma Monteiro Irina Sabludina        |
| - 63 kg        | Clarisse Agbegnenou | Marta Labasina         | Yarden Gerbi Tina Trstenjak           |
| - 70 kg        | Kim Polling         | Linda Bolder           | Bernadette Graf Laura Vargas Koch     |
| - 78 kg        | Lucie Louette       | Anamari Velenšek       | Abigél Joó Marhinde Verkerk           |
| + 78 kg        | Lucija Polavder     | Émilie Andéol          | Belkis Zehra Kaya Iryna Kindzerska    |
| Team           | Niederlande         | Frankreich             | Deutschland Russland                  |

### Medaillenspiegel
| Platz | Land                   | Gold | Silber | Bronze | Gesamt |
| ----- | ---------------------- | ---- | ------ | ------ | ------ |
| 1.    | Georgien               | 4    | 3      | 1      | 8      |
| 2.    | Frankreich             | 4    | 2      | 7      | 13     |
| 3.    | Russland               | 2    | 3      | 3      | 8      |
| 4.    | Niederlande            | 2    | 2      | 1      | 5      |
| 5.    | Slowenien              | 2    | 1      | 1      | 4      |
| 6.    | Ungarn                 | 1    | 0      | 2      | 3      |
| 7.    | Tschechien             | 1    | 0      | 0      | 1      |
| 8.    | Österreich             | 0    | 1      | 1      | 2      |
| 8.    | Belgien                | 0    | 1      | 1      | 2      |
| 10.   | Kroatien               | 0    | 1      | 0      | 1      |
| 10.   | Rumänien               | 0    | 1      | 0      | 1      |
| 10.   | Schweiz                | 0    | 1      | 0      | 1      |
| 13.   | Deutschland            | 0    | 0      | 3      | 3      |
| 14.   | Israel                 | 0    | 0      | 2      | 2      |
| 14.   | Türkei                 | 0    | 0      | 2      | 2      |
| 14.   | Ukraine                | 0    | 0      | 2      | 2      |
| 17.   | Bulgarien              | 0    | 0      | 1      | 1      |
| 17.   | Europäische Judo-Union | 0    | 0      | 1      | 1      |
| 17.   | Lettland               | 0    | 0      | 1      | 1      |
| 17.   | Portugal               | 0    | 0      | 1      | 1      |
| 17.   | Spanien                | 0    | 0      | 1      | 1      |
| 17.   | Vereinigtes Königreich | 0    | 0      | 1      | 1      |
|       | Total                  | 16   | 16     | 32     | 64     |